# 金娜怜
金娜怜（韓語：김나영，1981年12月8日—），或譯金娜英，韓國女艺人。2015年4月27日與從事金融行業的圈外人先生在濟州島舉行非公開婚禮，2016年6月26日產下一子。2018年11月24日為丈夫涉嫌經營未獲金融局批准的非法期貨期權公司一事表達驚慌與不知所措，所屬社亦為此不光彩事件致歉。

## 演出作品

### 電視劇
- 2007年：tvN《沒禮貌的英愛小姐》飾演 金娜英
- 2007年：tvN《沒禮貌的英愛小姐2》飾演 金娜英
- 2009年：SBS《泰熙慧喬智賢》飾演 韓尚壁的妹妹
- 2009年：SBS《原來是美男》飾演 電台主持人（特別出演）
- 2010年：MBC《越看越可愛》飾演 女模特兒
- 2010年：KBS《國家的呼喚》飾演 吳荷娜前男友的妻子
- 2010年：MBC《全部我的愛》飾演 金娜英
- 2011年：tvN《沒禮貌的英愛小姐9》飾演 金娜英
- 2014年：tvN《需要浪漫3》（客串）
- 2016年：SBS《倒數第二次戀愛》飾演 申愛慶
- 2017年：TV朝鮮《在你背上扣球》飾演 金娜怜

## 綜藝節目
- 2009年：MBC《無限女孩2》
- 2009年：MBC《我們結婚了》
- 2010年：SBS《強心臟》E22.E23
- 2011年：MBC《來玩吧》
- 2011年：SBS《中秋特輯Star Couple最強賽》
- 2012年：浙江衛視《爽食行天下》
- 2012年：SBS《強心臟》 EP127.128

## 外部連結
- 金娜怜的X（前Twitter）